# Michael Algar
Michael Algar, född 21 september 1962 i Marsden, Shields i England, är under artistnamnet "Olga" sångare och gitarrist i Toy Dolls. Algar är också låtskrivare och musikproducent. Han bodde i distriktet City of Sunderland tills han flyttade till Tokyo i Japan år 2000. Han är sedan 2002 bosatt i norra London.

## Diskografi (urval)
Studioalbum med Toy Dolls
- 1983 – Dig That Groove Baby
- 1985 – A Far Out Disc
- 1986 – Idle Gossip
- 1987 – Bare Faced Cheek
- 1989 – Wakey Wakey
- 1990 – Fat Bob's Feet
- 1993 – Absurd-Ditties
- 1995 – Orcastrated
- 1997 – One More Megabyte
- 2000 – Anniversary Anthems
- 2004 – Our Last Album?
- 2012 – The Album After the Last One
- 2015 – Olgacoustic

Singlar med The Tallywags
- 2018 – "Charge Of The Light Brigad"

Bidrag på Soundtrack-album
- 2003 – Tony Hawk's Pro Skater 4 [2] (videospel)
- 2003 – Haggard: The Movie [3](med Toy Dolls)
- 2006 – Free Jimmy [4](med Toy Dolls)